# Charles Frewen Jenkin
Aquest autor és citat en taxonomia animal amb el nom «Jenkin».
Charles Frewen Jenkin (Chygate, Surrey, 24 de setembre de 1865 – 1940) fou un enginyer, acadèmic britànic i espongiòleg aficionat.
Jenkin es va convertir en professor de ciències de l'enginyeria a la Universitat d'Oxford. A més de la càtedra, se li va concedir la beca del New College d'Oxford. Anys més tard, va deixar el New College per convertir-se en membre del Brasenose College, també a Oxford. Durant la Primera Guerra Mundial, del 1915 al 1919, va prendre un descans de l'acadèmia per servir a la Royal Navy i després a la Royal Air Force. Va publicar un llibre sobre la construcció d'avions.
El gènere d'una esponja calcàrea, Jenkina (Brøndsted, 1931), està dedicat a la seva memòria.